# خانه صباغیان
خانه صباغیان از آثار تاریخی مربوط به دوره قاجار است که در شهر اردکان، خیابان آیت‌الله خامنه‌ای، محله چرخاب واقع شده است. این اثر در تاریخ ۱۱ مرداد ۱۳۸۴ با شمارهٔ ثبت ۱۲۶۵۶ به‌عنوان یکی از آثار ملی ایران به ثبت رسیده‌است.